# تراست (حقوق)

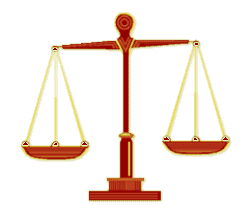
تراست (حقوق)

تراست نهادی در نظام حقوق عرفی است که در آن، شخص به عنوان تشکیل‌دهندهٔ تراست، اموالی را به یک یا چند شخص دیگر موسوم به تراستی سپرده و شرط می‌کند که این اموال به نفع یک یا چند شخص دیگر اداره شود. تراست در کشورهای پیرو نظام حقوقی کامن لا دیده می‌شود و به ویژه در انگلستان ترکیبی بسیار معمول است که از آفریده‌های اصل «انصاف» به‌شمار می‌رود و نقشی کلیدی در نظام حقوق کامن لا یافته‌است. برخی از کشورهای پیرو حقوق رومی-ژرمنی نیز که چنین مفهومی را در نظام حقوقی خود ندارند، بر اساس کنوانسیون تراست لاهه (۱۹۸۵) پذیرفته‌اند که آن را به رسمیت بشناسند.

کیتون تراست را این چنین تعریف کرده‌است: 
 تراست عبارت است از رابطه‌ای که در جایی ناشی می‌شود که شخصی که تراستی نامیده می‌شود، به لحاظ انصافی ملزم به اداره مالی منقول یا غیرمنقول، به نفع اشخاصی (از جمله خود) یا اهدافی که قانوناً مجازند، می‌شود، به نوعی که نفع واقعی مال نه به امین که به ذی‌نفع‌ها یا سایر اهداف تراست، می‌رسد. یا به عبارت دیگر، تراست عبارت از رابطه‌ای است که از این طریق مالک، مالکیت مالش را به نفع بعضی از اشخاص -که خود نیز ممکن است از آن‌ها باشد- یا برای اهدافی که مورد تأیید قانون باشد نگه می‌دارد در این صورت منافع حاصله از مال، به منتفعان یا سایر افراد ذی‌نفع تعلق خواهد گرفت.
تحلیل تراست بر اساس مفاهیم موجود در نظام حقوق مدون بسیار دشوار است. هرچند در نظر اول تراستی به نماینده‌ای شباهت دارد که به جانشینی از اشخاص ذی‌نفع اموال را اداره می‌کند اما تحلیل آن بر پایه نمایندگی به کلی اشتباه است و موجب می‌شود تا بعضی از وضعیت‌های آن به‌کلی غیرقابل توجیه شود. در واقع تراستی مالک واقعی و قانونی اموال است. او حتی می‌تواند اموال را بفروشد یا ببخشد. با این حال مالکیت او بر اموال مورد تراست کامل و مطلق نیست. این اموال توسط طلبکاران او قابل توقیف نیست و به ورثه او هم به ارث نمی‌رسد. موقعیت تراست را می‌توان نوعی تجزیهٔ مالکیت نامید که در آن تراستی مالک قانونی و ذی‌نفع تراست مالک انصافی نامیده می‌شود.

## تاریخچه
پیدایش تراست در انگلستان در سده‌های دوازدهم و سیزدهم میلادی در جریان جنگ‌های صلیبی اتفاق افتاد. در آن زمان مالکیت زمین‌ها بر پایهٔ نظام فئودالی بود. وقتی زمینداری برای شرکت در جنگ از انگلیس می‌رفت، بایستی به شخصی اعتماد می‌کرد تا اموال خود را در اختیار او بگذارد تا در زمان غیاب او آن را اداره کند و پرداخت‌ها و وظایف فئودالی را انجام دهد. برای همین زمین‌های خود را به یکی از دوستانش می‌بخشید تا در هنگام بازگشت زمین‌ها را از او پس بگیرد. اما گاه اتفاق می‌افتاد که تراستی از اعتمادی که به او شده بود سوء استفاده کرده و از پس دادن زمین خودداری می‌کرد.
در آن دوران کامن لا تعهدات قراردادی را به رسمیت نمی‌شناخت. در نتیجه شکایت آن‌ها به دادگاه بی‌نتیجه بود. قاضی پاسخ می‌داد که تراستی مالک قانونی است. از جنگ‌برگشتگان خسارت‌دیده راه چاره را در تظلم‌خواهی از پادشاه دیدند. شاه شکایت آن‌ها را به مهردار سلطنتی ارجاع می‌داد و مهردار نیز آنچه را که عادلانه و منصفانه می‌یافت دستور می‌داد و از توان خود در جهت تحقق این امر استفاده کرد. این دوران آغاز پیدایش اصل «انصاف» بود که نارسایی‌ها و کاستی‌های کامن لا را پوشش می‌داد.
از نظر مهردار سلطنتی عادلانه نبود که مالک قانونی زمین‌ها حق صلیبی‌ها را انکار کند. در نتیجه به نفع صلیبی‌ها رأی می‌داد. با گذشت زمان مشخص شد که دادگاه مهرداری این ادعا را به رسمیت می‌شناسد. مالک قانونی زمین را در جهت منافع مالک اصلی اداره می‌کند و بایستی وقتی که او خواست آن را به او برگرداند. در اینجا صلیبیون «ذی‌نفع» یا «بهره‌بردار» و دوست او «تراستی» یعنی اعتمادشده نامیده شدند. این نهاد در طول زمان به تراست کنونی تبدیل شد.

## تعریف
تراست در زمانی پدید آمد که کامن لا تعهدات قراردادی را به رسمیت نمی‌شناخت به همین دلیل تراستی مالک حقیقی اموال به‌شمار می‌رود و برخلاف تصور ابتدایی فقط یک نماینده نیست که موظف باشد اموال را به نیابت از اشخاص ذی‌نفع اداره کند. با این حال بایستی درآمد اموال را به اشخاصی که به عنوان ذی‌نفع تراست مشخص شده‌اند تسلیم کند و در زمانی اصل اموال را نیز به آنان انتقال دهد. اما تعهداتی که تراستی دارد تعهدات اخلاقی و بر اساس وجدان است و هیچ ضمانت اجرایی برای آن وجود ندارد.
اگر تراستی مطابق اعتمادی که به او شده عمل نکند، شخص ذی‌نفع می‌تواند شکایت خود را به دادگاه‌های مهرداری ارائه کند. مهردار به تراستی دستور می‌دهد آنچه چیزی که در سند تراست معین شده عمل کند و اگر تراستی اطاعت نکند به زندان می‌رود یا اموالش توقیف می‌شود. در واقع تراستی در صورت اطاعت نکردن از دستور مهردار مجازات می‌شود نه به دلیل رعایت نکردن تعهداتی که در هنگام تشکیل تراست پذیرفته‌است.

## ارکان
در تراست که مالک اموالی از خود را به تراستی انتقال می‌دهد و تراستی که موظف است این اموال را به نفع ذی‌نفع یا ذی‌نفع‌های تراست اداره کند وجود ۳ رکن، مالک، تراستی یا تراستی‌ها و ذی‌نفع یا ذی‌نفع‌ها کاملاً ضروری است.

### تراستی
تراستی می‌تواند شخص حقیقی یا شخص حقوقی (هم‌چون شرکت تراستی) باشد. تراتستی یا تراستی‌ها بر اساس نوعشان حقوق و وظایف متعددی دارند. یک تراست هرگز نمی‌تواند و نباید صرفاً به دلیل نیاز به تراستی رد و از اعتبار ساقط شود چرا که دادگاه معمولاً می‌تواند بر معنای «اصول انصافی»، خود، تراستی منصوب کند. اصولاً وظایف و حقوق تراستی توسط ایجاد کنندهٔ تراست، در سند تراست مقرر می‌شود. تراستی مالک قانونی است و ملزم است که مال را برای ذی‌نفع یا ذی‌نفع‌ها به آن صورت که مالک مقرر کرده‌است، اداره کند. از دیگر وظایف تراستی می‌توان به سرمایه‌گذاری وجوه و دارایی‌های تراست، نگهداری از اموال مورد تراست تحت نظارت خود و نگهداری (بایگانی) حساب یا همان مالیات‌های پرداخت شده، اشاره کرد.

### ذی‌نفع
ذی‌نفع یا ذی‌نفع‌ها مالک انصافی هستند و تمامی سود و منافع اموال مورد تراست متعلق به ذی‌نفع است. حدود منافع و سهم ذی‌نفع که به اختیار و صلاحدید مالک گذاشته شده‌است، معمولاً در سند تراست مقرر می‌شود.

## معیارهای تشکیل
همان‌طور که در پرونده نایت علیه نایت مقرر گردید، برای تشکیل تراست وجود سه معیار ضروری است:
- قصد. ایجاد کنندهٔ تراست یا مالک باید قصد صریح و روشن برای ایجاد این نهاد داشته باشد.
- موضوع تراست. مال موضوع تراست باید کاملاً مشخص و معلوم باشد. اگر تشکیل‌دهندهٔ تراست برای «کل اموالش» یا «قسمتی از اموالش به صورت اشتراکی»، مثلاً قسمتی برای (ب) و قسمتی دیگر برای (ج)، بدون این‌که کاملاً موضوع را مشخص نماید، تراستی ایجاد کند، تراست او پذیرفته نمی‌شود و تراستی‌ها مال را هم‌چنان برای متصرف ملک نگهداری می‌کنند.
- هدف. ذی‌نفعان تراست باید کاملاً ملموس یا دست‌کم قابل تعیین باشد. ممکن است هنوز ذی‌نفع یا ذی‌نفعان تراست در زمان تشکیل تراست به وجود نیامده باشند (همانند جنین). هم‌چنین تراست باید برای اهداف خیرخواهانه [خیریه] ایجاد یا حداقل بخشی از آن باید برای این منظور باشد تا ایجاد تراست برای انتفاع اشخاص خاص.[۴]

## اهداف
1. سری و محرمانه بودن، به عنوان مثال، شرایط و ارکان وصیت‌نامه کاملاً در معرض عموم قرار دارد اما تراست می‌تواند کاملاً به صورت محرمانه ایجاد شود. به دلیل همین قابلیت بسیاری از افراد به استفاده از این نهاد ترغیب می‌شوند؛
2. حمایت و قادر ساختن افرادی که به دلیل ناتوانی یا صغر سن نمی‌توانند مالکیت اموالی را به نحو قانونی بر عهده داشته باشند؛
3. انتفاع از اموال برای اهداف خیریه؛
4. استفاده از یک سری مزایا و معافیت‌های مالیاتی؛
5. تملک اشتراکی، مالکیت اموال به وسیلهٔ دو یا چند نفر از طریق نهاد تراست به راحتی امکان‌پذیر می‌شود؛
6. انتقال مالکیت و منافع قانونی اموال برای وراث.[۵][۶]

## انواع
تراست‌ها اقسام مختلفی دارند و بر حسب این‌که اهداف و مقاصد و موضوعشان چه باشد یا چگونه به وجود آمده باشند، متفاوت هستند و می‌توان آن‌ها را در دسته‌بندی‌های خاصی قرار داد اما عموماً آن‌ها را به تراست‌های عام یا خاص تقسیم‌بندی می‌کنند.
- تراست صریح.[یادداشت ۷] تراست صریح زمانی است که مالک صراحتاً و با آگاهی تمام تصمیم می‌گیرد که تراستی را به نفع یک یا چند شخص معین یا گروهی از اشخاص در زمان حیات خود یا بعد از مرگ خود، به موجب وصیت‌نامه ایجاد نماید. وجود هر سه ارکان تراست، برای تشکیل تراست خاص ضروری است.
- تراست ضمنی.[یادداشت ۸] تراست ضمنی کاملاً متمایز از تراست صریح است و زمانی ایجاد می‌شود که تعدادی از معیارهای حقوقی و لازم برای ایجاد یک تراست صریح وجود ندارد اما قصد مالک برای ایجاد تراست مفروض فرض می‌شود. تراست ضمنی به ۲ صورت، تراست استنباطی و حکمی است اما رایج‌ترین نوع تراست ضمنی، تراست استنباطی است.
- تراست استنباطی.[یادداشت ۹] تراست استنباطی یا منتج یکی از صور تراست ضمنی است. تراست ضمنی زمانی رخ می‌دهد که تمام یا بخش‌هایی از تراست از درجهٔ اعتبار ساقط باشد یا مثلاً هیچ دلیل اثبات کننده‌ای مبنی بر این‌که مالک (الف) قصد هبه مالش را به (ب) داشته‌است به دست نیاید. در این صورت تراستی‌ها به حکم قانون و به موجب تراست استنباطی، اموال منقول و غیرمنقول را باید برای مالک حفظ و نگهداری کنند.[۷]
- تراست حکمی.[یادداشت ۱۰] تراست حکمی که به نام‌های دیگری هم‌چون تراست جعلی یا قراردادی هم معروف است، تراستی است که نه به واسطهٔ قصد مالک یا توافق صورت گرفتهٔ میان مالک و تراستی، بلکه قانون آن را از طریق جبران خسارت عادلانه یا انصاف بر طرفین تحمیل می‌نماید. متداول‌ترین نوع تراست حکمی زمانی ایجاد می‌شود که منتقلٌ‌الیه مال مورد تراست را علی‌رغم اطلاع از این‌که تراستی، نقض تراست کرده‌است قبول می‌کند، در این صورت منتقلٌ‌الیه که حال تراستی حکمی یا جعلی نام دارد خواه رضایت داشته باشد یا نداشته باشد، باید مال مورد تراست را در جهت حفظ منافع ذی‌نفع یا ذی‌نفع‌ها نگهداری و حفظ کند.[۸]
- تراست عام.[یادداشت ۱۱] تراستی است که برای اهداف خیرخواهانه و بهره‌مندی کل جامعه یا بخش‌های قابل توجهی از جامعه ایجاد می‌شود. هدف زمانی خیرخواهانه تلقی می‌شود که دارای ویژگی‌های نظیر: تلاش برای کاهش فقر، فراهم کردن سازوکار آموزشی، پیشبرد اهداف مذهبی و سایر اهدافی باشد که به حال جامعه مفید است، باشد. تراست عام یا خیریه، مشمول قانون‌های تراست‌های خیریه مصوب ۱۹۹۲ و قانون مالیات است.[۹]